# 穆家駿
穆家駿（英語：Nicholas Muk Ka-chun；1990年—），香港回族政治人物，現任香港灣仔區議會灣仔選區議員，民建聯及建制派組織香港培青社成員，香港教聯會副主席，培僑中學教師，曾經參選2019年香港區議會選舉但落敗，但在2023年香港區議會選舉則當選。

## 早年生活
穆家駿出生於中國，家族為世俗回族穆斯林，幼年移民香港。於2003年入讀培僑中學，當時穆的政治取態已明顯親建制，至2010年入讀香港中文大學社會科學學院，但仍不時出席及協辦校友會的活動。至2013年畢業後，穆家駿返回培僑任教學助理，修讀教育文憑後正式成為通識科教師。
穆家駿在接受訪問時，曾承認曾取得英國國民（海外）護照及曾在英國留學。

## 政治參與
穆家駿為建制派政黨民建聯成員，亦為香港培青社的主要成員，多次以培青社的身份出席不同「愛字頭」組織的活動，而培青社亦多次發表激進親建制及反日仇外民粹主義言論。穆本人亦曾於親北京教聯會成立的網上電台HKFEEL擔任時政節目主持，曾多次邀請保衞香港運動召集人傅振中擔任嘉賓。
於香港政制議題上主張跟從全國人大定下限制提名權及參選權的831框架，並反對增加所有民選區議員成為提名委員會成員或當時其他建制派提出『白票守尾門』折衷方案。
於國民教育的議題上，穆主張增加中學教育當中強制修讀《基本法》時數，並支持《國歌法》立法，又反對進行公開諮詢。

### 參與2019年香港區議會選舉
於2019年香港區議會選舉，穆家駿接替黨友鄭琴淵，出戰鄭原屬的愛群選區，但被民主派支持的候選人羅偉珊擊敗。

## 言論及爭議

### 香港培青社言論
於2016年1月，銅鑼灣書店東主李波懷疑被中共越境擄走，香港培青社在Facebook發佈一則「李波先生與哪些性工作者來往」的「通緝令」，主席陳志興隨即遭部分網民指罵、攻擊。不過，穆其後被揭發身為副主席，其影響力反而更大。其後，有記者於培僑中學門外等候穆家駿，穆家駿一概拒絕回應，其間他更一度稱要報警，為擺脫記者追訪就算看到汽車駛過仍衝出馬路。

### 理工大學連儂牆風波
香港理工大學學生會在雨傘運動四周年前夕，將民主牆的一半改成「連儂牆」。該民主牆一直由學生會作管理，但校方其後干預牆上港獨字眼的標語，釘上紅紙遮蓋，又在學生會所擬訂的民主牆守則上自行加上「釋義」，指學生會幹事會即為「理工大學學校發展處」，有學生抗議校方行動，穆家駿則反未有提及民主牆本屬學生會管理或大學自行釋義的問題，指責抗議的學生『迫使校方高層交出民主牆管理權』，不分是非黑白也。

### 2019冠狀病毒病期間涉嫌不恰當索取市民個人資料
2019冠狀病毒病期間，穆家駿及鄭琴淵被揭發於2020年2月以派發口罩名義，不恰當索取市民個人資料。有市民前往穆家駿及鄭琴淵的辦事處領取免費口罩時，被要求她出示身份證和住址證明，及後有關職員即直接自行將其個人資料填寫在一張選民登記表格上。有受訪市民指，現場很多長者根本不知道職員填寫的是選民登記表格，就在表格上簽名，前後至少有數十份表格，而職員亦完全沒有提及選民登記事宜。

### 伍家朗黑色球衣事件
2021年7月24日，穆家駿於其Facebook專頁上批評羽毛球港隊成員伍家朗於奧運比賽上未有穿著印有香港區旗標識球衣出賽。根據Facebook所顯示的帖文修改歷史，穆家駿一度改爲「穿著沒有區旗標識的黑衫」的語句，其後才修改為「穿著沒有區旗標識的（代表中國香港出戰）」。伍家朗其後于社交平台Instagram表示由於自己突然失去贊助商贊助，只能穿着由自己準備亦有印上（伍家朗名字的粵語拼音縮寫，中國香港）字樣的球衣出賽。據瞭解根據規定，於球衣上印上區旗標識需得到授權。穆家駿的言論被批評是演繹忠誠廢物。
在香港羽毛球總會發出聲明回應之後，穆家駿在Facebook表示「真相大白」，但一直未就冤枉伍家朗一事道歉。其後，穆家駿亦曾在其中國微博帳號中指，自己遭「小黃人」（即黃絲）攻擊。直至同月28日下午，穆家駿才遲遲於其YouTube頻道上就他早前在Facebook上對伍家朗的評論語氣過重表示歉意，但並未就他對伍家朗的指控作道歉，亦未有指明道歉對象。穆家駿就言論表示歉意一事亦於YouTube評論區內被批評是缺乏誠意，未能補救伍家朗在分組賽中出局的事實。穆家俊在此次風波的“潛水”（回避、拒絕面對）行爲更被網民戲稱為「專業潛水教練」及「潛水金牌」，也有網民鄙稱他為「穆嘴」（粵語，意指愚蠢的人）。

## 外部連結
- 穆家駿的新浪微博